# Anguilla interioris
Anguilla interioris és una espècie de peix pertanyent a la família dels anguíl·lids.

## Descripció
- Pot arribar a fer 80 cm de llargària màxima.
- Nombre de vèrtebres: 100-106.[4][5]

## Hàbitat
És un peix d'aigua dolça, salabrosa i marina; demersal; catàdrom i de clima tropical (3°S-9°S).

## Distribució geogràfica
Es troba a Oceania: la meitat oriental de Nova Guinea.

## Observacions
És inofensiu per als humans.